# .st
A .st São Tomé és Príncipe internetes legfelső szintű tartomány kódja, melyet 1997-ben hoztak létre.

## Második szintű tartománykódok
- gov.st
- saotome.st
- principe.st
- consulado.st
- embaixada.st
- org.st
- edu.st
- net.st
- com.st
- store.st